# John Lethbridge
John Lethbridge (1675 - 1759) inventou a primeira máquina subaquática de mergulho em 1715. Ele vivia no condado de Devon, no Sudoeste da Inglaterra e teria tido 17 filhos.
John Lethbridge era um comerciante de lã com base em Newton Abbot, e inventou tal máquina em 1715, tendo sido usada para resgatar valores de naufrágios. Esta máquina era um barril de carvalho hermético que permitia "ao mergulhador" submergir o suficiente para recuperar o material subaquático.